# Marc Acardipane
Pour les articles homonymes, voir Trauner.
Marc Acardipane, de son vrai nom Marc Trauner, né le 7 avril 1969 à Francfort (Allemagne), est un producteur et disc jockey allemand de techno hardcore et gabber.
Trauner est considéré comme le créateur et précurseur du style techno hardcore, et est le fondateur de l'un des tout premiers labels du genre, Planet Core Productions.

## Biographie

### Jeunesse et débuts
Marc Trauner est né le 7 avril 1969 à Francfort, en Allemagne,. Trauner est considéré, par la presse spécialisée et par de nombreux adeptes du genre, comme le précurseur, voire le créateur (« The Godfather of Hardcore »), du genre musical techno hardcore,,,, avec le single intitulé We Have Arrived produit en 1989, et paru en 1990 ; à cette période, il introduit des sons saturés et industriels (new beat et EBM), une innovation dans la scène techno, dont il fait la promotion dans son label Planet Core Productions (PCP), fondé en avril 1989 avec Thorsten Lambart (alias Slam Burt). Ce single est un élément déclencheur pour de nombreux artistes comme Lenny Dee, qui fondera le label discographique américain Industrial Strength Records basé sur ce style musical. Dans une entrevue avec Q-dance, Trauner se dit influencé par deux groupes, Sepultura et Kraftwerk, et le rappeur américain Dr. Dre.
Trauner commence sa carrière musicale en 1985. Il tente de garder un certain anonymat[réf. nécessaire], et utilise plus d'une vingtaine de pseudonymes comme notamment Mescalinum United, Alien Christ, Rave Creator, Turbulence, Ace The Space, Nasty Django, Cypher, Pilldriver, et Marshall Masters ; il utilise d'ailleurs le pseudonyme The Mover pour ses titres non catégorisés hardcore. De 1989 à 1996, son label Planet Core Productions fait paraître plus de 500 titres ; à cette période, Trauner fait paraître un extended play (EP) par semaine, dans lesquels une multitude de genres musicaux dérivés de la techno et de la musique industrielle y est présentée. La dissolution de PCP en 1996 marque un réel tournant dans sa carrière, et il se dirige beaucoup plus vers la techno hardcore.
Il parvient alors à s'implanter avec succès grâce à des titres comme I Like It Loud, Six Million Ways to Die, Hardcore Motherfucker, Slaves To The Rave, et Stereo Murder,. Ils sont de véritables succès en Belgique et aux Pays-Bas, et Marc accumule les disques d'or[réf. nécessaire]. Tout cela sans aucune publicité et vidéo, ni même en utilisant ses pseudonymes les plus connus, ce qui va le faire entrer parmi les légendes de la techno. C'est alors qu'il va signer un contrat avec Sony Music et va sortir les compilations Frankfurt Trax puis E-resident, deux séries plus axées techno. Ces succès vont le pousser à déménager à Hambourg, où il reste assez discret, bien qu'il réponde souvent présent à de grandes manifestations techno en Europe du Nord, en Belgique et aux Pays-Bas, et crée encore de nouveaux titres. Sous le nom de The Mover, Marc effectue un set à l'Astropolis, en France, en 1997.

### Continuité
Au début des années 2000, Marc publie plusieurs EP dont One World No Future en 2002, et Music Maestro en 2004. Entretemps, en 2003, il s'associe avec le groupe Scooter pour la sortie du maxi-single Maria (Play it Loud). En 2005, Marc s'associe avec The Prophet pour la sortie de l'EP Stereo Killa au sous-label ScantraXXL de Scantraxx. Les collaborations se multiplient avec The Ultimate MC, avec lequel Marc publie deux EP, Pum Pum en 2006, et Hardcore Vibes en 2007.
En janvier 2017, Marc se produit aux Nuits Fauves dans le cadre d'une soirée Rave or Die. En juillet la même année, il revient jouer à l'Astropolis de Brest avec Manu le Malin. En mars 2018 sort le quatrième album de The Mover, Undetected Act from the Gloom Chamber. 
En 2020 et 2021, Trauner compile de nouveau des titres de ses nombreux projets et publie The Most Famous Unknown sous le nom de Marc Acardipane. Celui-ci comprend, avec les six packs d'extension, près de 100 titres. En outre, une série de six titres intitulée The Most Famous Unknown Remixes, comprenant 14 titres, et une série de trois titres intitulée The Most Famous Unknown Remastered, comprenant 12 titres, sont publiées en parallèle. Les 26 et 27 mai 2023, Acardipane participe au Millésime Festival organisé dans la commune de La Réole, en France. En mars 2024, il participe à l'événement Hardcore Maniac.

## Discographie
- 1990 : Mescalinum United - We Have Arrived
- 1993 : Rave Creator - Bleep Blaster
- 1993 : Ace the Space - Nine is a Classic
- 1994 : Masters of Rave - Are You With Me?
- 1994 : Leathernecks - At War
- 1994 : Smash - Korreckte Atmosphere (ist diese Bassdrum korreckt?)
- 1994 : Turbulence 'n Terrorists - Six Million Ways to Die
- 1994 : 6Pack - Drunken Piece of Shit
- 1994 : Rave Creator and The Mover - Atmos-Fear
- 1995 : Nasty Django - The King is Back
- 1995 : Inferno Bros. - Slaves to the Rave
- 1995 : Marshall Masters - Stereo Murder (Don't Touch that Stereo)
- 1996 : Nasty Django and Cirillo - Deal with Beats
- 1996 : Pilldriver - Pitchhiker
- 1996 : Rave Creator - A New Mind
- 1997 : Rave Creator - Into Sound
- 1997 : Pilldriver - Apocalypse Never
- 1997 : Marshall Masters - I Like it Loud
- 2002 : Marshall Masters feat. Dick Rules - I Like it Loud 2002
- 2003 : Scooter vs. Marc Acardipane and Dick Rules - Maria (I Like it Loud) (4e en Allemagne[20], 1er en Autriche[21], 21e en Suisse[22], 16e au Royaume-Uni[20],[23])
- 2005 : Stereo Killa (avec The Prophet)
- 2005 : Whoopie Whoopie (avec DJ Balloon) (86e place des charts allemands[20])
- 2006 : Best of Marc Acardipane (1989-1998)
- 2018 : The Mover - Undetected Act from the Gloom Chamber
- 2020 : The Most Famous Unknown
- 2022 : One Love, Hardcore